# Anosia fulgurata
Anosia fulgurata är en fjärilsart som beskrevs av Butler 1866. Anosia fulgurata ingår i släktet Anosia och familjen praktfjärilar. Inga underarter finns listade i Catalogue of Life.